# Parco nazionale Tingo María
Il parco nazionale Tingo María (in spagnolo:Parque Nacional Tingo María) è un parco nazionale del Perù, nella regione di Huánuco. È stato istituito nel 1965 e occupa una superficie di 18.000 ha.